# Ceradenia
Ceradenia är ett släkte av stensöteväxter. Ceradenia ingår i familjen Polypodiaceae.

## Dottertaxa tillCeradenia, i alfabetisk ordning[1]
- Ceradenia albidula
- Ceradenia alboglandulosa
- Ceradenia argyrata
- Ceradenia arthrothrix
- Ceradenia asthenophylla
- Ceradenia aulaeifolia
- Ceradenia auroseiomena
- Ceradenia ayopayana
- Ceradenia bishopii
- Ceradenia brunneoviridis
- Ceradenia capillaris
- Ceradenia clavipila
- Ceradenia comorensis
- Ceradenia comosa
- Ceradenia congesta
- Ceradenia curvata
- Ceradenia deltodon
- Ceradenia dendrodoxa
- Ceradenia discolor
- Ceradenia farinosa
- Ceradenia fendleri
- Ceradenia fragillima
- Ceradenia fucoides
- Ceradenia gameriana
- Ceradenia glabra
- Ceradenia glaziovii
- Ceradenia herrerae
- Ceradenia intricata
- Ceradenia itatiaiensis
- Ceradenia jimenezii
- Ceradenia jungermannioides
- Ceradenia kalawayae
- Ceradenia kalbreyeri
- Ceradenia knightii
- Ceradenia kookenamae
- Ceradenia leucosora
- Ceradenia longipinnata
- Ceradenia madidiensis
- Ceradenia margaritata
- Ceradenia maxoniana
- Ceradenia mayoris
- Ceradenia melanopus
- Ceradenia meridensis
- Ceradenia microcystis
- Ceradenia mirabilis
- Ceradenia nubigena
- Ceradenia nudicarpa
- Ceradenia oidiophora
- Ceradenia phalacron
- Ceradenia phloiocharis
- Ceradenia pilipalaea
- Ceradenia pilipecten
- Ceradenia pilipes
- Ceradenia podocarpa
- Ceradenia praeclara
- Ceradenia pruinosa
- Ceradenia sechellarum
- Ceradenia semiadnata
- Ceradenia setosa
- Ceradenia similis
- Ceradenia spixiana
- Ceradenia terrestris
- Ceradenia tristis
- Ceradenia tryoniorum
- Ceradenia tunquiniensis
- Ceradenia warmingii